# Metis (planetka)
(9) Metis je jedna z největších planetek hlavního pásu. Je tvořena křemičitany a směsi železa s niklem. Objevil ji 25. dubna 1848 Andrew Graham.